# 黎德英
黎德英（發音：[le˧˧ ʔɗɨk̚˧˦ ʔajŋ̟˧˧]；1920年12月1日—2019年4月22日），越南原国家主席，越南共产党原中央政治局常委。

## 生平
黎德英生於越南承天顺化省。1945年加入印度支那共产党（越南共產黨前身）。在1950年代以后黎德英就长期在越南南部游击区，指挥着越南南方解放军打击美军和南越军，1975年胡志明战役时担任越军的副总指挥，成功攻占西贡一举灭了南越，实现了越南统一。1963年任越南人民军副总参谋长，1974年由大校破格晋升为中将，任第七、九军区司令。1978年底，指挥第九军区越军参加柬越战争，黎德英在1978年指挥越军入侵柬埔寨占领金边扶持韩桑林等人，越军驻柬前五年都是总指挥。1980年晋升上将，任国防部副部长兼人民军副总参谋长、驻柬越军司令。
1982年3月，黎德英当选为越共中央政治局委员和越共中央军委常委，1985年晋升大将，1986年12月至1987年2月任越人民军总参谋长，1987年2月出任国防部长、中央军委第一副书记。1987年2月至1991年8月在担任国防部长期间，越南与中国发生赤海礁海战，黎德英登上当时越南所占的南威岛进行慰问，并庆祝越南海军33周年记念。
1992年9月，黎德英在九届国会第一次会议上当选为越南国家主席，在任期间致力改善越南与美国及中国的关系。黎德英主席任期內越南主張「越南希望成為世界上所有國家和人民的朋友」，黎德英代表越南访问日韩等多国，也在1993年访问中国与1995年访问古巴，但是越南最希望的和美國正常化，於是黎德英多次通過各種渠道與美國人會面交流，還邀請美國醫生前往越南交流，所有努力最終促成越美關係在1995年正常化。黎德英在1995年访问纽约，出席联合国成立50周年纪念大会并和美国总统克林顿进行高层会晤，成为首位访问美国的越南国家元首。
1997年9月，77岁的黎德英卸任国家主席职务，1997年12月在越共八届四中全会上卸任越南共产党中央政治局常务委员会常委职务退居幕後，擔任越南共產黨中央委員會顧問等公職。
他是越南共产党第五、六、七届中央政治局委员，第八届中央政治局常委。

## 健康
1996年11月7日，黎德英在家洗澡时，高血压急性发作，被送到医院抢救。虽然病情得到控制，但是在随后的一个多月时间内一直处于深度昏迷状态，四肢部分瘫痪，无法正常进食，越南医疗专家认为他的病情随时都有出现突发性病变的可能性。中华人民共和国政府派出医疗专家前来为黎德英治病才逐渐好转。
1996年11月7日，黎德英在家洗澡时，高血压病紧急发作，血压升至225/110毫米汞柱，当即被送到河内108军医院。经抢救，病情虽有所缓解，但一个月来始终处于嗜睡状态，四肢部分瘫痪，吞咽困难，需用鼻饲进食。1996年12月12日至1997年1月24日中華人民共和国政府派出的北京医院神经内科主任医师王新德、北京协和医院神经内科主任医师李舜伟、北京医院心内科主任医师刘焕民和北京医院中医科主任医师米逸颖组成的医疗专家组，赴河内为越南国家主席黎德英治疗蛛网膜下腔出血、脑溢血和高血压病，基本康复。

## 逝世
2019年4月22日20时10分，黎德英因病于河内逝世，享耆壽99歲。越南政府为黎德英举行为期2天的国葬仪式，越南全国政府机构和公共场所降半旗志哀，黎德英遗体告别仪式和追悼会5月3日上午在河内的国家殡仪馆举行，灵柩随后安葬在胡志明市。